# José Pignatelli
José Pignatelli ou Giuseppe Pignatelli em italiano (Zaragoza, 27 de Dezembro de 1737 – Roma, 14  de Novembro de  1811) foi um padre jesuíta santo italiano e um dos que mais contribuíram para a restauração da Companhia de Jesus.
Entrou na Companhia antes de sua remoção de Espanha e, apoiado por muitos companheiros jesuítas quando foram expulsos e enviados para o exílio, preparou a sua restauração mundial que terá tido lugar três anos após a sua morte.
Foi canonizado por Pio XII, em 1954 e é liturgicamente comemorado no dia 14 de Novembro.